# 署名

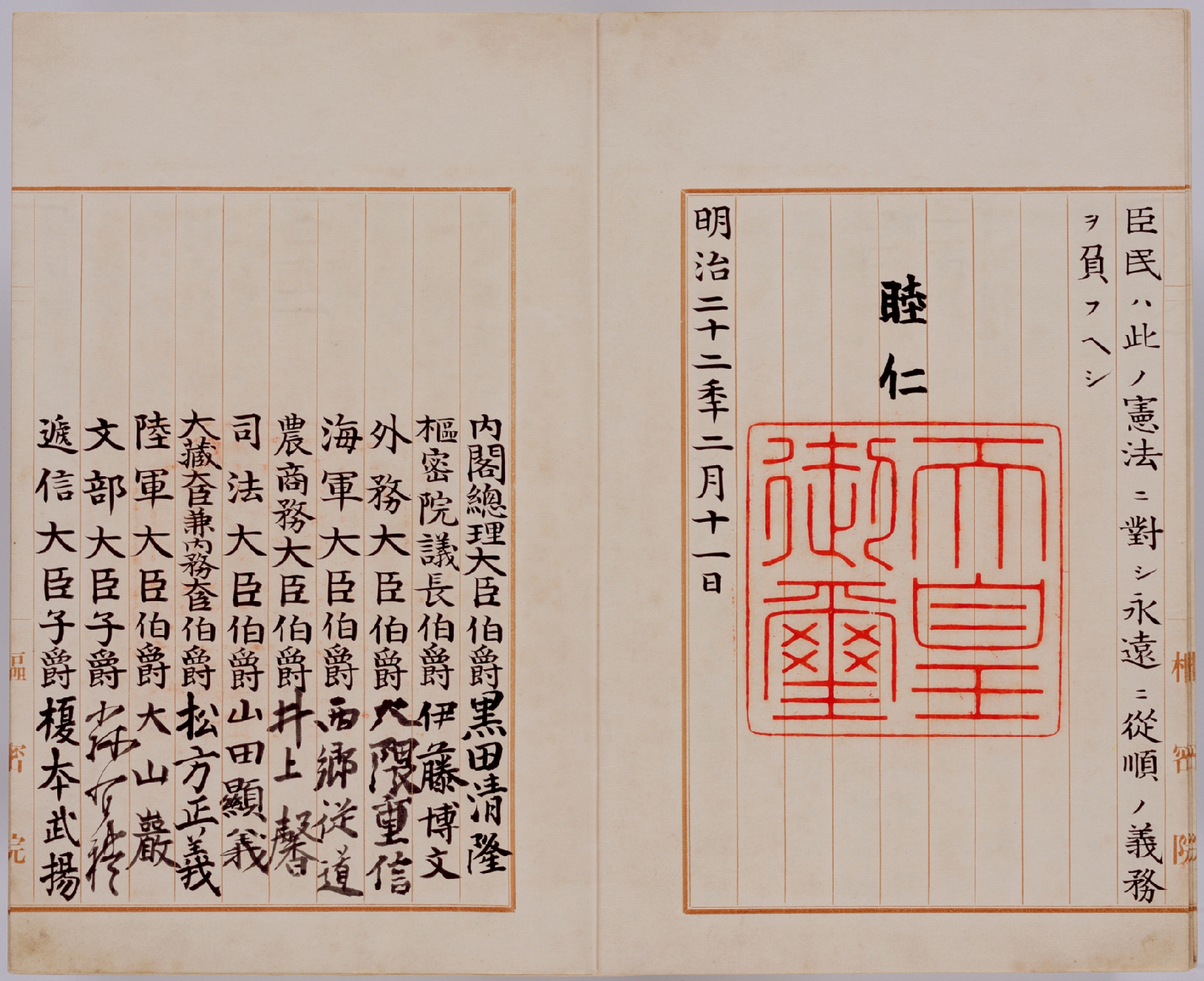
大日本帝国憲法の上諭。右ページの御璽の上方に「睦仁」と、明治天皇の「名」（諱）が署名されている。また、左ページには、国務大臣の官名と爵位に続けて、氏名が署名されている。

ジョン・ハンコックの署名は、「アメリカ独立宣言」と「連合規約」で最も顕著である。米国では、「ジョン・ハンコック」・「ハンコック」は「署名」の代名詞となった。

署名（しょめい、英語: sign, signature）とは、行為者がある行為（例えばクレジットカードの利用時）をする際に、自己の氏名を自署すること、また自署したものである。

## 印章との関係
署名（サイン）と印章とは、ともに自己同一性を証明するものとして洋の東西を問わず古来広く使用されてきた。花押も署名の一種と理解される。
日本においては、律令制度の確立以降は印章が重視されていたが、次第に簡便な署名が通用するようになり、中世以降は花押全盛となる。もっとも、戦国時代から印章の使用も再度広まり始め朱印状などが発行されるようになる。江戸時代になると、印章の使用も広がる。明治時代以降は印章が非常に重視されるようになる。もっとも、閣議署名は今なお花押が使用されている。なお刑法においては、「印章又は署名」「印章若しくは署名」等のように同列に扱われており、署名や印章の偽造等は犯罪とされている。
西洋においても、印章と署名との盛衰がある。また、他人が偽造出来ないよう、特別な書き方が為される（署名を考案し、且つ全く同一の筆跡に出来る様指導してくれる業者が存在する）。

## 記名との違い
記名は、（狭義には）署名以外の方法で書類等に氏名・名称を記すことをいう。記名が必要とされているのみの場合は、自署を必要としない（例：記名証券・無記名証券）。一方、署名は自署を要求される。

## 法律上の署名行為
通例、意思表示があったことを示すものとされる。
日本法上、本来「署名」とは自署（手書きでの記名、いわゆるサイン）を指すが、自署に代えて記名押印が求められることが多い。商法32条は、商法上の署名は記名押印で代えることができることを規定している。記名押印とは、氏名・名称を記し（手書きに限らず、ゴム印や印刷等で構わない）、併せて印章を捺印することをいう。
署名と捺印の両方が必要とされる場合には、署名を記名押印で代えることができない。そのような例はごく少数であるが、たとえば遺言の作成に当たっては、自筆証書遺言の場合は遺言者の、秘密証書遺言と公正証書遺言の場合は遺言者、証人と公証人の、それぞれ署名と捺印が必要である（民法968条、969条、970条）。また、戸籍に関する届出も届出人や証人の署名と押印が必要とされる（戸籍法第29条）が、署名できないときには氏名を代書させ押印（または拇印）することで足りる（戸籍法施行規則第62条。印を持っていないときには署名だけで足りる）。そのほか、区分建物の管理組合における集会の議事録については、議長および集会に出席した区分所有者の2人が署名押印しなければならない（区分所有法42条3項）。
日本法上の手形の券面上の署名についての解釈論については、手形理論・手形行為等の項目を参照。
なお、日本において法令上押印を求められる場合でも、外国人については外国人ノ署名捺印及無資力証明ニ関スル法律により署名をもって足りるものとされている。これは、特にヨーロッパおよびアメリカでは、個人が印章を持つ慣習がないためである。
日本国憲法第74条により、日本の法律及び政令には、主任の国務大臣の署名と、内閣総理大臣の連署が求められている。これは法律の執行や、政令の制定・執行の責任の所在を明らかにするためである。

## 国際法上の署名
国際法上の署名には次の2種類がある。

### 条約の内容を確定する署名
外交会議等において条約の内容が確定したときに、全権を委任された各代表団の長（首席代表）が条約の内容を公式に確認した証拠として記名することを指す。条約の内容は署名によって確定し、以後、正式な手続による場合を除いては、内容を修正することはできない。
例えば、京都議定書においては、条約の末尾に
千九百九十七年十二月十一日に京都で作成した。
以上の証拠として、下名は、正当に委任を受けて、それぞれ明記する日にこの議定書に署名した。
（以下署名者一覧の表記）
という文が付されているが、この文中でいう署名が条約の内容を確定する署名に相当する。

### 条約に拘束される意思を示す署名
通常の条約は、一定数の国家が条約に拘束されることへの同意を示すことによって効力を発生する。このような意思を表明する方法としては、批准、受諾、承認、加入などがある。このうち、批准、受諾とは、条約に署名することによって将来的に条約に拘束される意思があることを予め表明（条約の内容に対する基本的な賛意の表明）し、その後に国会による承認等の所要の国内手続を行って、しかる後に条約の事務局等に批准書等を寄託することによって条約に拘束される手続のことである。署名の要・不要や、署名が可能な期間等は条約中に規定されている。日本の場合、条約への署名を行う際には、事前に閣議決定が必要なため、署名を行うのは重要な条約のみに限られる傾向がある。
例えば、京都議定書第24条1には次のように規定されている。
この議定書は、条約の締約国である国家及び地域的な経済統合のための機関による署名のために開放されるものとし、批准され、受諾され又は承認されなければならない。この議定書は、千九百九十八年三月十六日から千九百九十九年三月十五日までニュー・ヨークにある国際連合本部において、署名のために開放しておく。この議定書は、この議定書の署名のための期間の終了の日の後は、加入のために開放しておく。批准書、受諾書、承認書又は加入書は、寄託者に寄託する。